# 茹伊勒穆捷
茹伊勒穆捷（法語：Jouy-le-Moutier，法語發音：[ʒwi lə mutje] ⓘ）是法国法兰西岛大区瓦兹河谷省的一个市镇，属于蓬图瓦兹区。

## 地理
茹伊勒穆捷（49°0'39"N, 2°2'19"E）面积6.89 平方千米，位于法国法蘭西島大區瓦兹河谷省，该省份为法国北部内陆省份，北起瓦兹省，西接厄尔省，南至塞纳-圣但尼省、上塞纳省和伊夫林省，东临塞纳-马恩省。
与茹伊勒穆捷接壤的市镇（或旧市镇、城区）包括：沃雷阿勒、莫尔库尔、塞纳河畔特列勒、布瓦斯蒙、瓦兹河畔讷维尔。

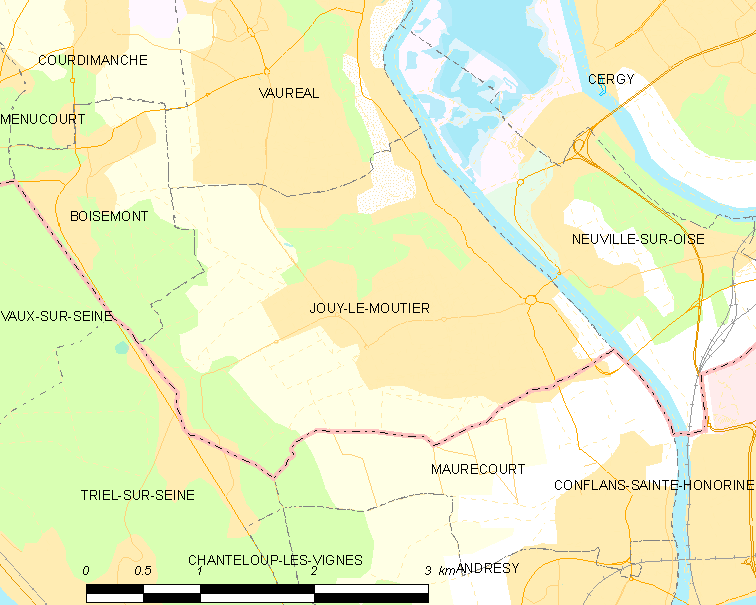
茹伊勒穆捷的OSM定位图

茹伊勒穆捷的时区为UTC+01:00、UTC+02:00（夏令时）。

## 行政
茹伊勒穆捷的邮政编码为95280，INSEE市镇编码为95323。

## 政治
茹伊勒穆捷所属的省级选区为塞尔吉第二县。

## 人口

1962-2008年间茹伊勒穆捷人口变化图示

茹伊勒穆捷于2022年1月1日时的人口数量为17411人。